# Кузембетьевское сельское поселение
Кузембетьевское се́льское поселе́ние — муниципальное образование в Мензелинском районе Татарстана Российской Федерации.
Административный центр — село Кузембетьево.

## История
Статус и границы сельского поселения установлены Законом Республики Татарстан от 31 января 2005 года № 50-ЗРТ «Об установлении границ территорий и статусе муниципального образования "Мензелинский муниципальный район" и муниципальных образований в его составе».

## Население
| 2010  | 2011  | 2012  | 2013  | 2014  | 2015  | 2016  |
| ----- | ----- | ----- | ----- | ----- | ----- | ----- |
| 1076  | ↘1068 | ↗1083 | ↘1066 | ↗1078 | ↘1066 | ↘1063 |
| 2017  | 2018  |       |       |       |       |       |
| ↘1033 | ↘1010 |       |       |       |       |       |

## Состав сельского поселения
| № | Населённый пункт    | Тип населённого пункта       | Население |
| - | ------------------- | ---------------------------- | --------- |
| 1 | Бакчасарай          | деревня                      |           |
| 2 | Балтаево            | село                         |           |
| 3 | Кузембетьево        | село, административный центр |           |
| 4 | Новая Александровка | посёлок                      |           |
| 5 | Усаево              | деревня                      |           |